# Ellenburg (New York)
Ellenburg est une municipalité (town) américaine de l'État de New York,  située dans le comté de Clinton.

## Géographie
La municipalité s'étend sur 278,32 km2 dans le nord-ouest du comté de Clinton, près de la frontière canadienne, et est limitrophe à l'ouest du comté de Franklin. Le sud s'étend sur le parc Adirondack.
| Chateaugay | Clinton   | Mooers |
| Bellmont   | Ellenburg | Altona |
|            | Dannemora |        |

## Histoire
La localité est nommée en l'honneur de la fille de John R. Murray, propriétaire terrien local.
La municipalité est créée en 1830 par détachement de la partie ouest de celle de Mooers, puis en 1845, la partie nord est à son tour séparée pour former la municipalité de Clinton.

## Politique et administration
La municipalité est administrée par un superviseur et un conseil de quatre membres élus pour deux ans.